# Rowlandius gracilis
Espèce
Rowlandius gracilis est une espèce de schizomides de la famille des Hubbardiidae.

## Distribution
Cette espèce est endémique de la province de Santiago de Cuba à Cuba,. Elle se rencontre vers Mella.

## Description
Les mâles mesurent de 2,95 à 3,4 mm et les femelles de 3,35 à 3,75 mm.

## Publication originale
- Teruel, 2004 : Nuevas adiciones a la fauna de esquizómidos de Cuba oriental, con la descripción de cuatro nuevas especies (Schizomida: Hubbardiidae). Revista Ibérica de Aracnología, vol. 9, p. 31-42 (texte intégral).